# Glyceria chinensis
Glyceria chinensis là một loài thực vật có hoa trong họ Hòa thảo. Loài này được Keng ex Z.L.Wu mô tả khoa học đầu tiên năm 1992.